# Viaduc des Rochers Noirs
Le viaduc des Rochers Noirs, aussi appelé de Roche-Taillade, est un pont suspendu permettant le franchissement des gorges de Luzège, au point le plus resserré, entre Lapleau et Soursac dans le département français de la Corrèze, dans le Massif central. Inauguré en 1913, son utilisation était à l'origine uniquement ferroviaire pour le passage de l'ancienne ligne du Transcorrézien, gérée par les tramways de la Corrèze, reliant Tulle à Ussel. Il fut ensuite utilisé de 1960 à 1983 comme pont routier puis uniquement pont piéton. Fermé à toute circulation à partir de 2005 pour cause de vétusté, il connait une importante rénovation et est rouvert depuis fin 2024 à la circulation piétonne et cycliste. Le viaduc est classé au titre des Monuments historiques.

## Historique
Le viaduc a été conçu suivant le brevet déposé par Albert Gisclard et les travaux ont été réalisés par les établissements Ferdinand Arnodin. L'ouvrage fait partie de la ligne de chemin de fer à voie unique du Transcorrézien, inaugurée le 11 septembre 1913 en présence du Président Raymond Poincaré. Elle reliait Tulle à Ussel en huit heures de trajet.

### Le passé du viaduc

#### Un site difficile
La configuration du terrain, la grande profondeur du ravin, la très forte inclinaison du talweg, la nécessité de creuser le tunnel des Rochers Noirs furent autant de considérations à prendre en compte pour le choix d'un pont suspendu éliminant d'emblée la solution des ponts supportés (ponts dont les points d'appui sont en dessous du tablier).

#### Une technique particulièrement élégante
La construction d'un pont suspendu classique, primitivement envisagée fut abandonnée à cause du manque de rigidité d'une telle structure, incompatible avec le passage de trains lourds pouvant provoquer des oscillations dangereuses. En effet un pont suspendu comprend essentiellement deux faisceaux de câbles paraboliques porteurs, souples par nature, reliés au tablier par des suspentes verticales. La rigidité de la structure ne peut être apportée que par le tablier, qui doit en conséquence être renforcé.

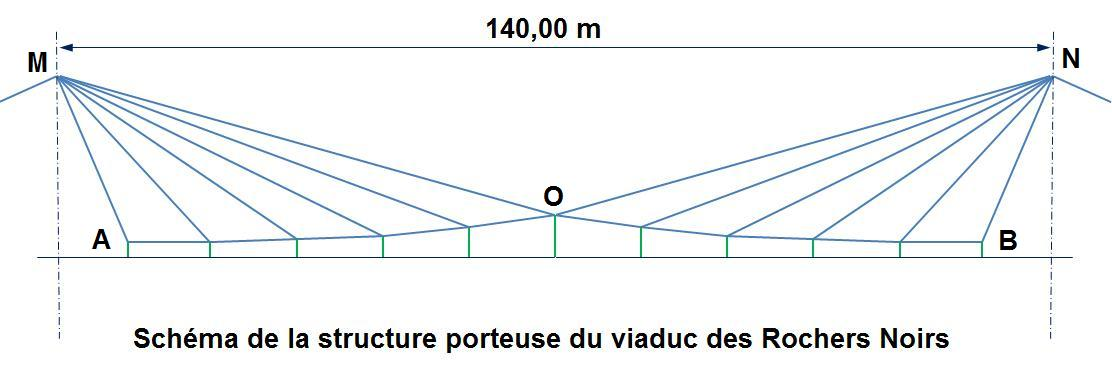
Schéma de la structure.

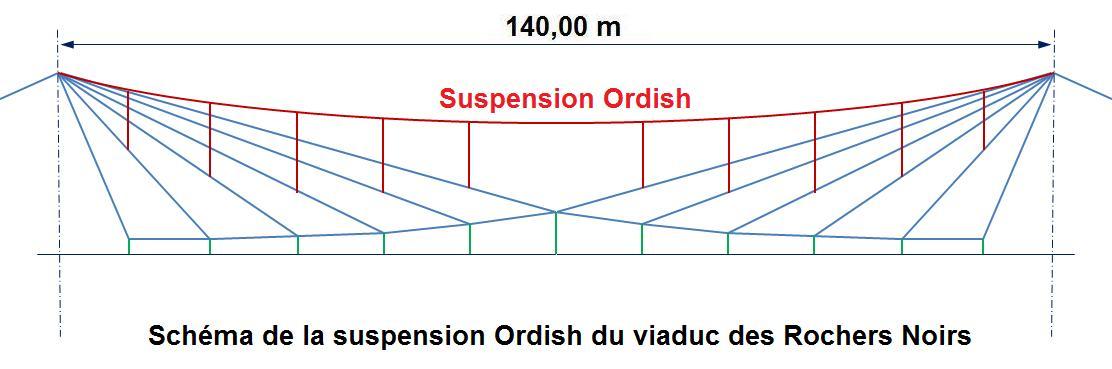
Schéma de la suspension Ordish.

La construction des ponts à grande portée s'est enrichie en 1909 des résultats probants obtenus sur le pont suspendu fixe de Cassagne, autre pont ferroviaire dans les Pyrénées-Orientales. Une étude comparative permit de conclure à l'adoption du système Gisclard au vu des avantages techniques et économiques de ce nouveau type de pont, préfigurant les actuels ponts à haubans. Le pont est porté par deux fermes longitudinales constituées de câbles métalliques. La disposition des câbles constitue l'originalité du système. À partir du sommet de chacune des deux piles sont fixées deux nappes de câbles métalliques se croisant au milieu de la portée principale où elles sont reliées. Les câbles principaux poursuivent leur cours sensiblement horizontalement jusqu'à proximité de la pile opposée, puis obliquement jusqu'au sommet de cette pile. Les câbles principaux forment ainsi deux triangles (MOA et NOB sur le croquis) liés entre eux par un sommet à mi-portée, et chacun en haut des piles par un autre sommet. À l'intérieur de chaque triangle sont tendus 4 haubans entre le sommet de la pile et la base horizontale du triangle. La géométrie de la structure est déterminée de façon que les câbles demeurent tendus en toute hypothèse. La structure constitue un ensemble géométriquement indéformable et librement dilatable. Le caractère isostatique de la structure rend aisément calculables les efforts internes produits en chaque élément. La structure est complétée par la suspension Ordish, qui réduit encore les déformations. Ce système consiste en un câble parabolique tendu entre les deux piles au-dessus de chaque ferme, supportant chaque hauban en plusieurs points intermédiaires par des suspentes verticales, ce qui permet, en annulant la flèche due au poids propre, de rendre chaque hauban quasi rectiligne. Le tablier métallique, conçu comme une poutre continue, est suspendu sous la structure par des tiges verticales. La rigidité du tablier peut ainsi être réduite à la valeur minimale requise par la stabilité de la portion comprise entre deux points de suspension.

### Le viaduc aujourd'hui
Alors que l'activité ferroviaire du viaduc cesse le 31 décembre 1959, le pont devenu routier est emprunté par la route départementale D89 jusqu'en 1983. À partir de 1983, le viaduc est réservé aux piétons.
l’Association ASTTRE 19 a été créée le 18 décembre 1993  pour la défense du patrimoine que représente le viaduc et la plate-forme du Tramway Corrézien.
Le viaduc fait l’objet d’un classement au titre des monuments historiques depuis le 6 décembre 2000. De 2005 à septembre 2024, il fut définitivement interdit à toute circulation pour des raisons de sécurité.
En 2014, une passerelle himalayenne est installée en contrebas pour franchir la Luzège permettant ainsi de maintenir la continuité de l'itinéraire du sentier de grande randonnée de pays entre Soursac et Lapleau.
En 2020, le viaduc fait partie de la liste des sites prioritaires retenus par la Mission Stéphane Bern permettant, à la Fondation du patrimoine, l'attribution de 500 000 € pour les premiers travaux visant à terme la réouverture du site au public.
Entre 2022 et 2024, cet ouvrage d'art a fait l'objet d'un important chantier de restauration pour un montant hors taxe de 9,8 millions d'euros pour être ré-ouvert au public (mobilité douce et véhicules de secours) en septembre 2024.

### Le  chantier de restauration

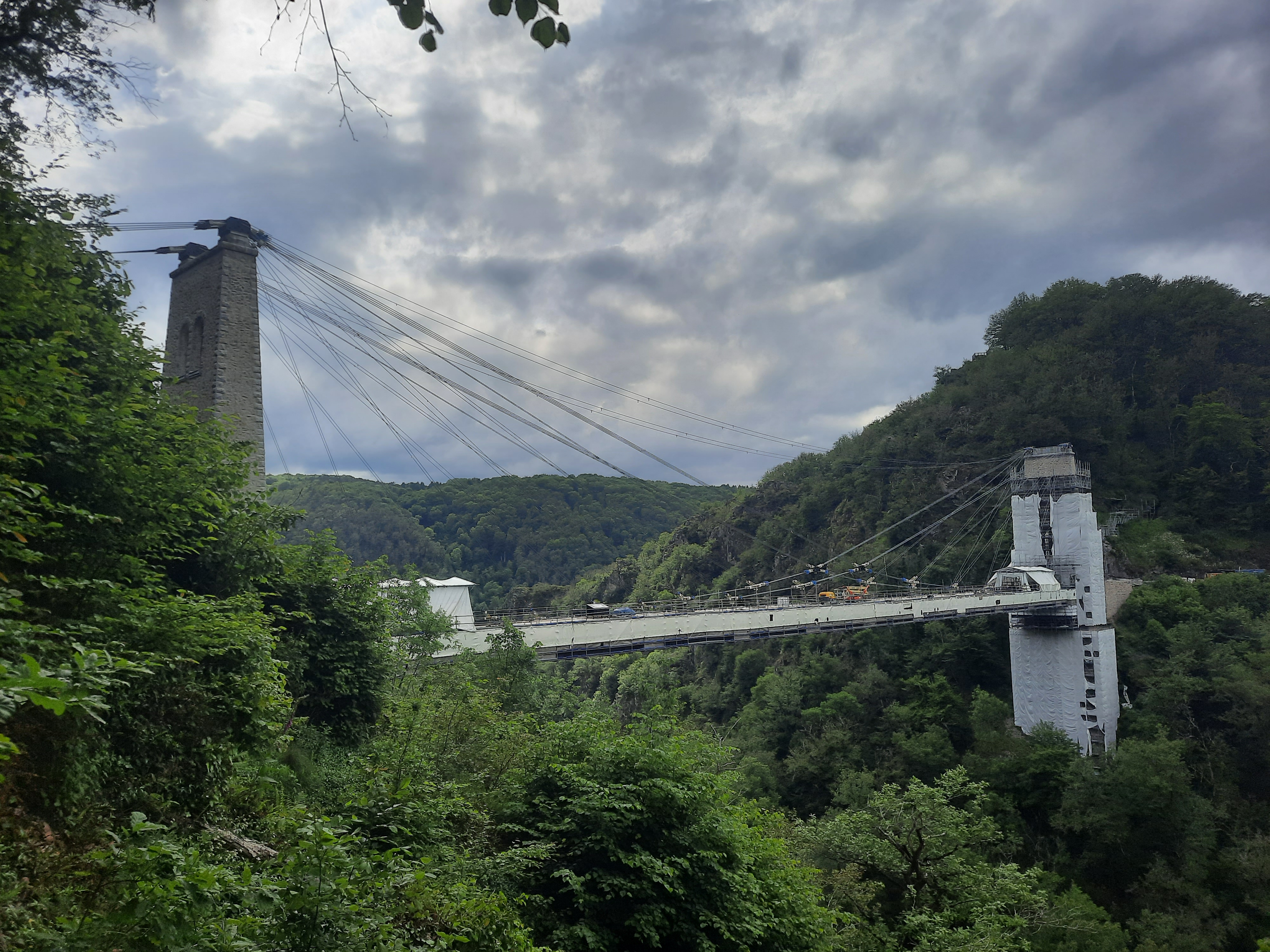
viaduc des Rochers Noirs en réfection mai 2024

Depuis son classement au titre des monuments historiques le 6 décembre 2000, le caractère exceptionnel de cet ouvrage d’art est reconnu. Il fait partie par son ampleur des plus grands ponts métalliques français du début du XXe siècle ; 140 m entièrement suspendus par une charpente rigide composée de câbles. C’est le deuxième pont en France à adopter la technologie d’avant-garde Gisclard, après  celui de la Cassagne dans les Pyrénées-Orientales. Ce type contribuera à la mise en place, ensuite, des ponts à haubans. Des 41 ponts Gisclard construits dans le monde, seuls 5 subsistent en France de manière certaine (le pont de la Cassagne, le viaduc des Rochers Noirs, le pont du Bourret, de Lézardrieux et de Vitry), dont 3 classés monuments historiques.
Le viaduc des Rochers Noirs est le plus emblématique car il a été conservé dans un état quasiment intact depuis sa construction. Sa suspension est celle d’origine, à l’exception des câbles de retenue et de deux haubans qui ont été remplacés. Le tablier d’origine en acier est encore intégralement en place. Lors de la désaffection de la ligne ferroviaire en 1960, les rails ont été déposés et une dalle de roulement en béton coulée. Cette dalle a été enlevée en 1998 pour rendre au pont son état d’origine.
Une étude approfondie de sa structure et de ses dégradations fait opter pour un remplacement à l'identique de la suspension avec réutilisation autant que possible des pièces d'origines, un remplacement du platelage en acier, une réfection des piles ainsi qu'une mise aux normes des gardes-fous conservant le design d'origine.

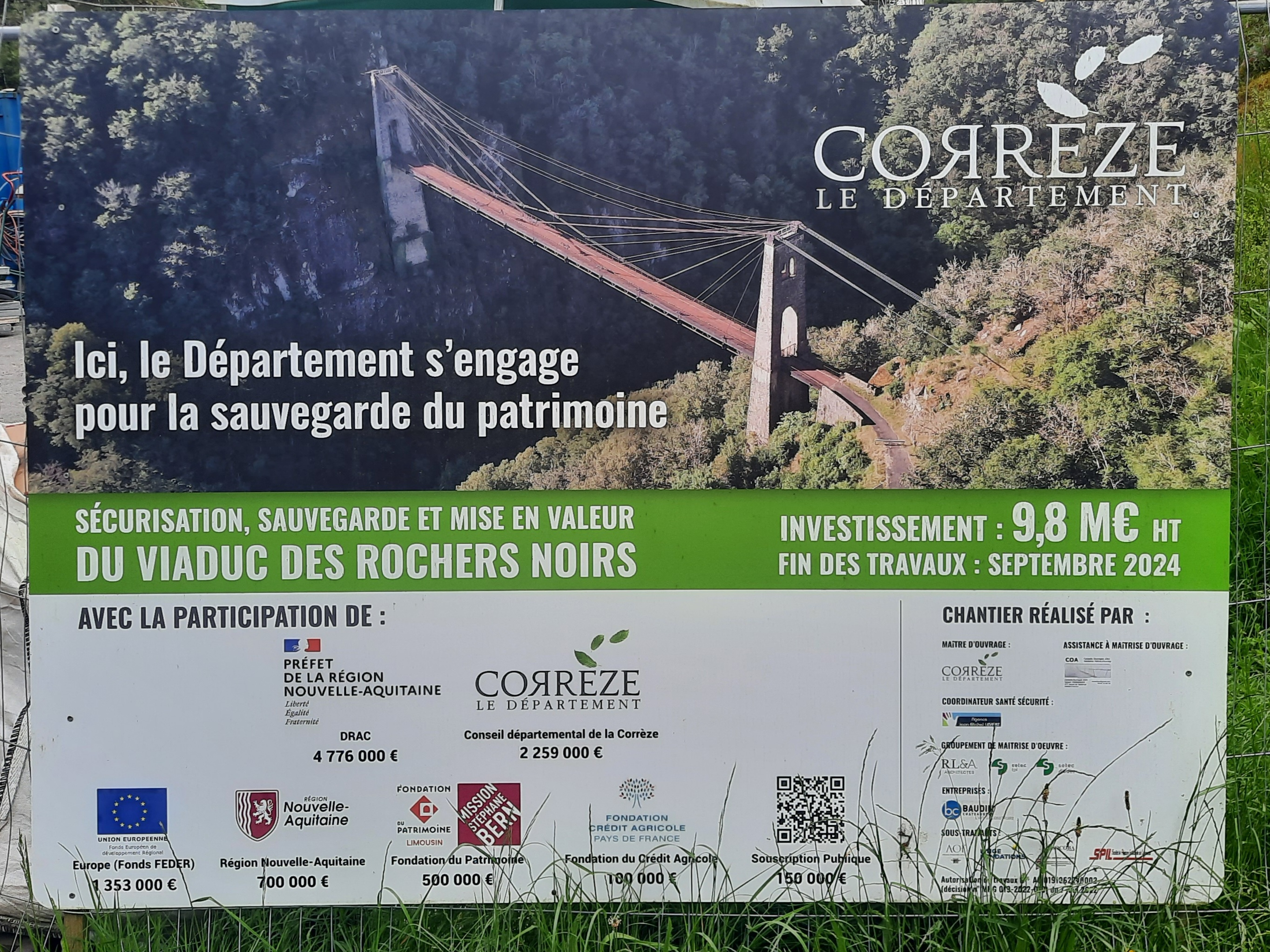
Panneau d'information publique du chantier de restauration du viaduc des Rochers Noirs

Ce chantier de restauration d'envergure a été validé pour un budget de 9,8 millions d'euros hors taxe financé par :
- L'État (DRAC Nouvelle Aquitaine) 4 776 000 €
- Le Département de la Corrèze 2 259 000 €
- l'Union européenne (FEDER) 1 353 000 €
- La Région Nouvelle-Aquitaine 700 000 €
- La Fondation du patrimoine 500 000 €
- La Fondation du Crédit agricole - Pays de France 100 000 €
- Une souscription publique 150 000 €

Lors de cette rénovation, 4 800 mètres de câbles ont été remplacés, 50 tonnes d'acier ont été utilisés, 5 000 m2 d'acier ont été décapés et repeints et 280 mètres de garde-corps ont été mis aux normes.

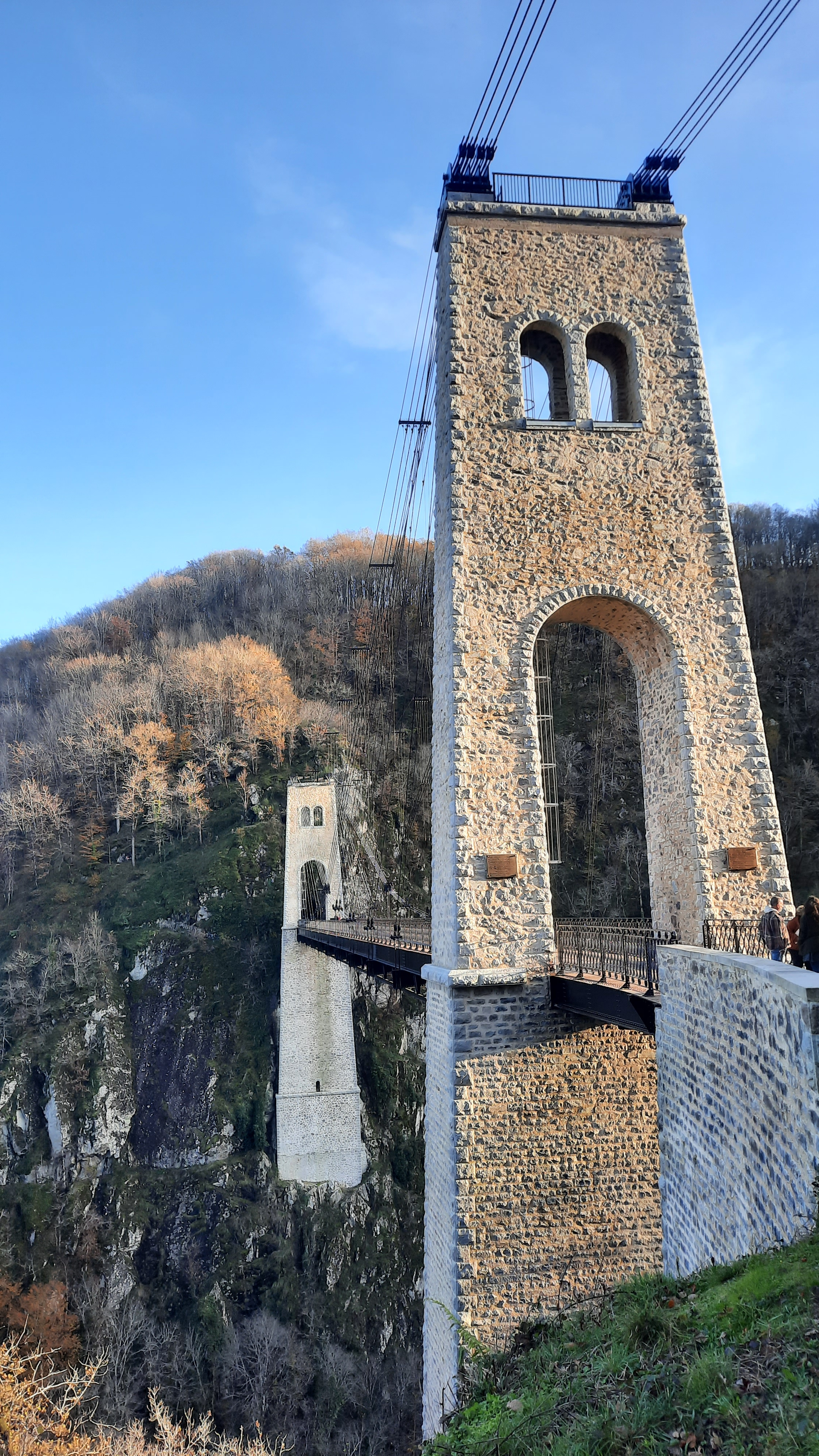
Le viaduc des Rochers Noirs restauré côté Lapleau.
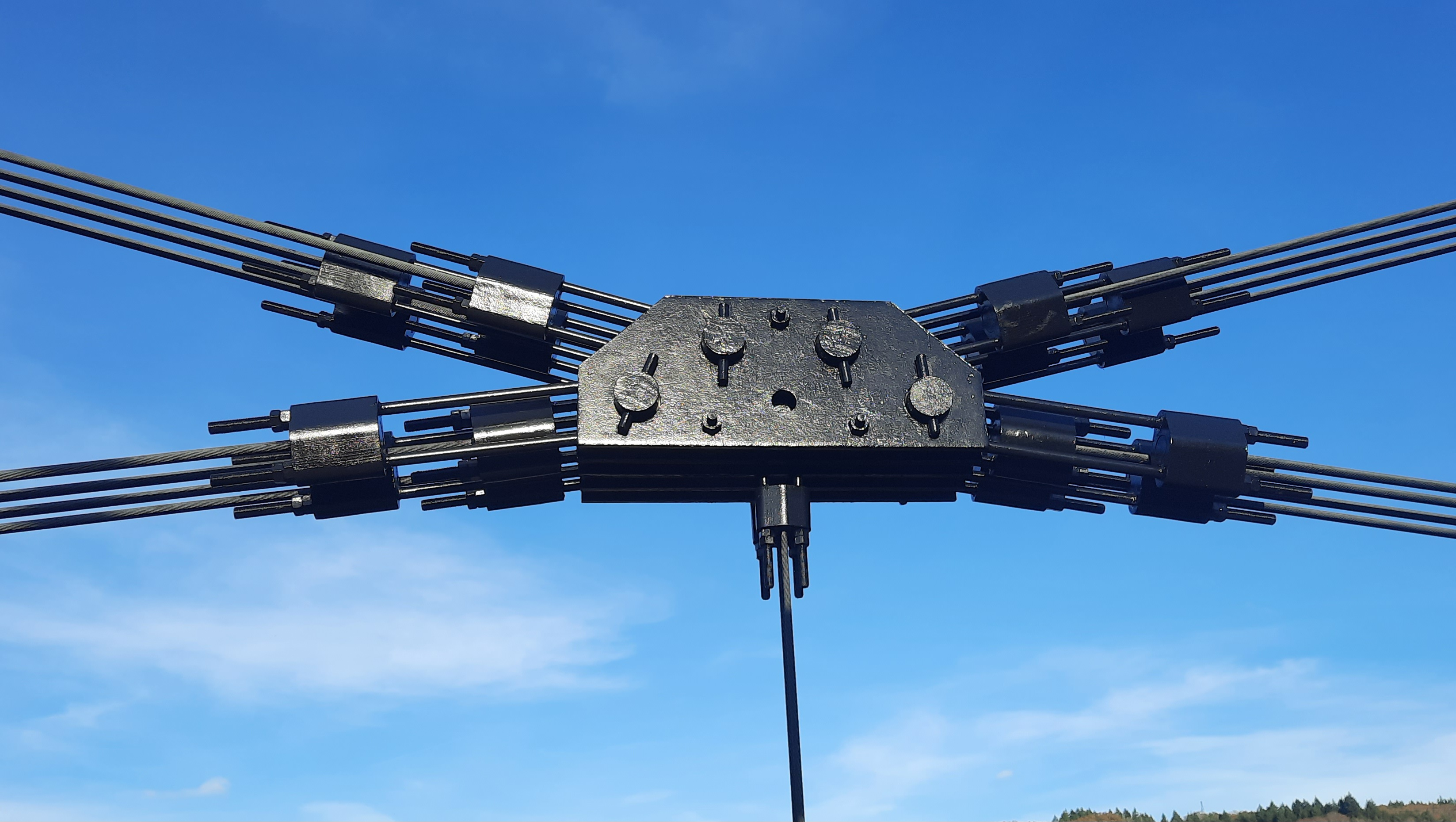
Liaisons centrales.
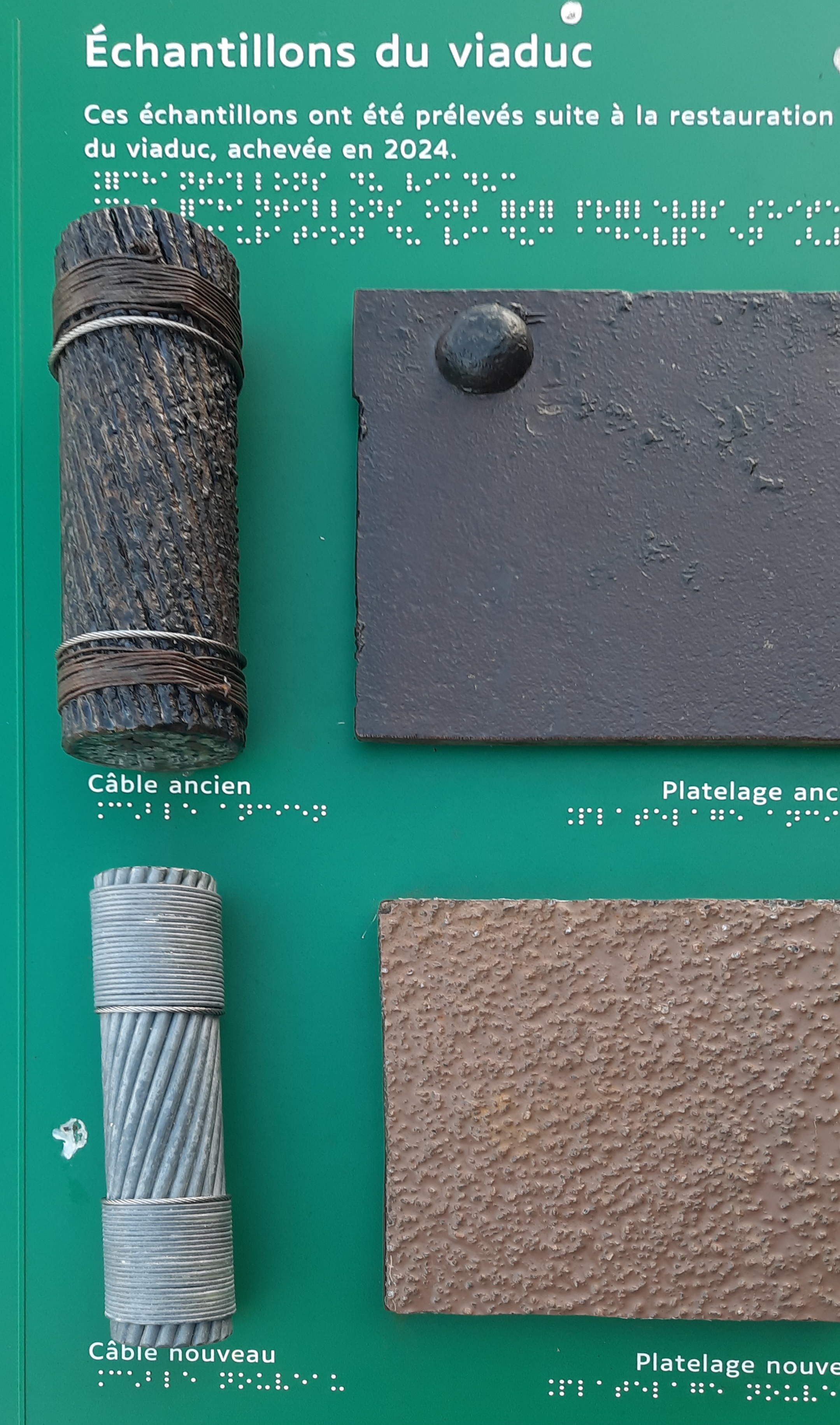
Panneau d'explications sur les transformations induites par la restauration .
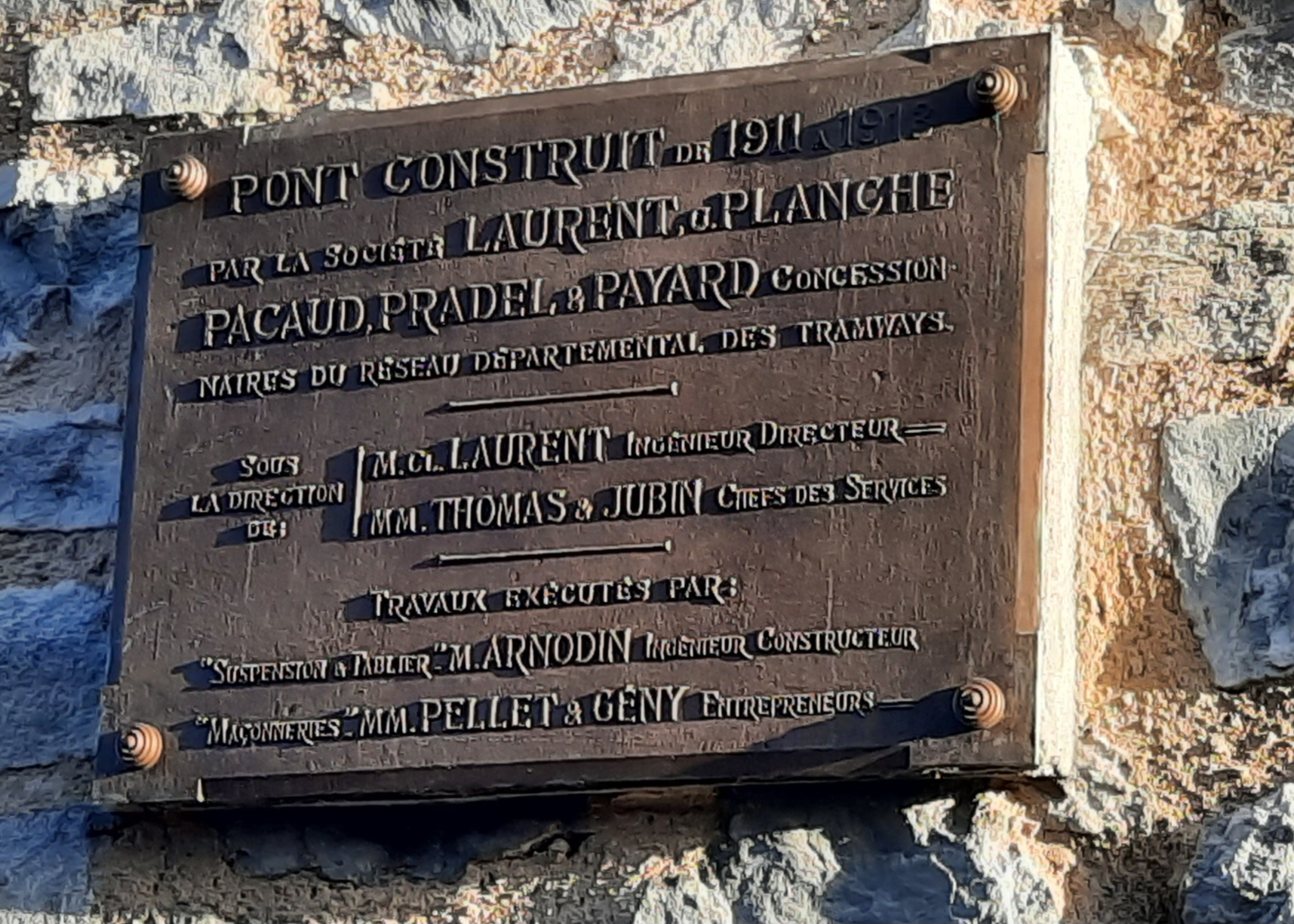
Plaque originale posée lors la construction et restaurée.

### Réouverture au public
Après 2 ans de travaux et 19 ans de fermeture, le viaduc des Rochers Noirs a été ré-ouvert au public lors des journées du patrimoine 2024, le 21 septembre 2024. L'ouvrage sera aussi utilisé par l'université de Limoges, les IUT corréziens et l'École d'application aux métiers des travaux publics (EATP) d'Égletons comme objet d'études et de recherches pour les nouvelles technologies de surveillance des ponts et des tunnels.

## Description de l'ouvrage
La voie d'accès au pont se fait par une pente de 4,375 kilomètres côté Lapleau, avec une déclivité maximum de 42 mm/mètre sur 950 mètres; et côté Soursac par une pente de 4,573 kilomètres.

### La maçonnerie
Elle se compose uniquement de deux piliers et des massifs d'amarrage. Les matériaux fournis par les rochers voisins étaient très sains, très durs et à l'abri de la gelée ; ils ont donc été utilisés pour la construction de parements des maçonneries.
Pour l'exécution des maçonneries des culées et des piles, on a utilisé la seule méthode pratique et économique qui permet de desservir les chantiers simultanément sur les deux rives. Cette méthode consiste à l'utilisation d'un télécharge (système Arnodin). Sa portée était de 172 mètres. ses dispositions étaient telles qu'une fois les piles exécutées au-dessus du niveau du tablier, ce télécharge continuait son service, les câbles porteurs passant entre les piédroits de l'arche réservée pour le passage des véhicules dans l'intérieur des piles.

### Les piliers
Les deux piles en maçonnerie sont assises sur le rocher granitique du talweg qui est très incliné, mais pas sur la même courbe de niveau. La pile côté Soursac est à hauteur de 53,71 m, celle du côté Lapleau à 41,71 m.
Au  niveau du tablier, chaque pile évidée, se divise en deux pilastres.
Ces piliers sont surmontés d'un couronnement et d'un dé en pierre de taille de granit sur lequel viennent s'appuyer les chariots de dilatation auxquels sont attachés les fermes de suspension (structures triangulées indéformables) et les câbles de retenue du pont.
Chacun de ces deux piliers comprend deux parties distinctes : la partie inférieure ou soubassement, située en dessous du tablier, et la partie supérieure formée de deux pilastres situés au-dessus du même tablier et qui dominent à 126 mètres le lit du cours d'eau.
Par suite de la grande déclivité du terrain, le socle de chaque pilier est assis sur une série de redans qui ont pour but de faire disparaître les plans de glissement et de placer la base sur des surfaces bien horizontales, et également de découvrir le rocher et de débarrasser des parties qui ne faisaient pas corps avec la masse.
La distance entre les parements de culées est de 158,37 mètres.

### Les massifs d’amarrage
Le rocher sur chaque rive étant solide et surabondant, il a semblé illogique de le déblayer et d'y faire des excavations coûteuses pour constituer des massifs d'amarrage en maçonnerie. La méthode la plus rationnelle d'utiliser ce rocher fut donc de creuser des galeries semi-circulaires contournées par les câbles, à profondeur suffisante pour que le cube de rocher résistant se trouve surabondant.

### Le câble Ordish
Le poids propre de ces câbles devant la grandeur des tensions qu'ils supportent fait qu'ils décrivent une courbe chaînette présentant une flèche. La suspension Ordish, sur laquelle des tiges verticales sont attachées, permet d'atténuer notablement la variation de la flèche, et réduit dans une proportion appréciable l'abaissement du tablier.
Cette suspension permet également de réduire la part du poids des câbles afférente à chaque nœud de la ferme.

## Galerie de photos

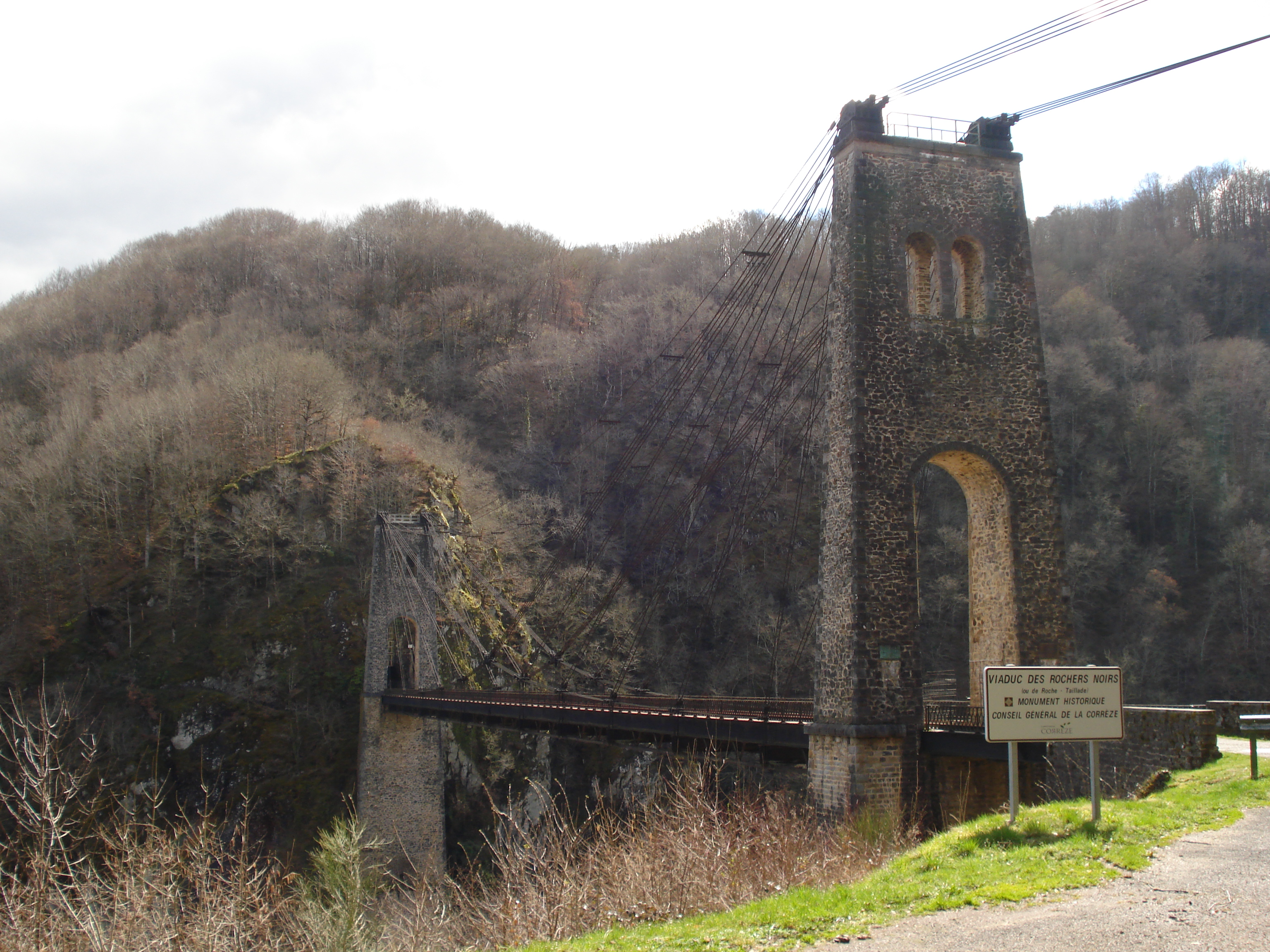
Le viaduc des Rochers Noirs côté Lapleau.
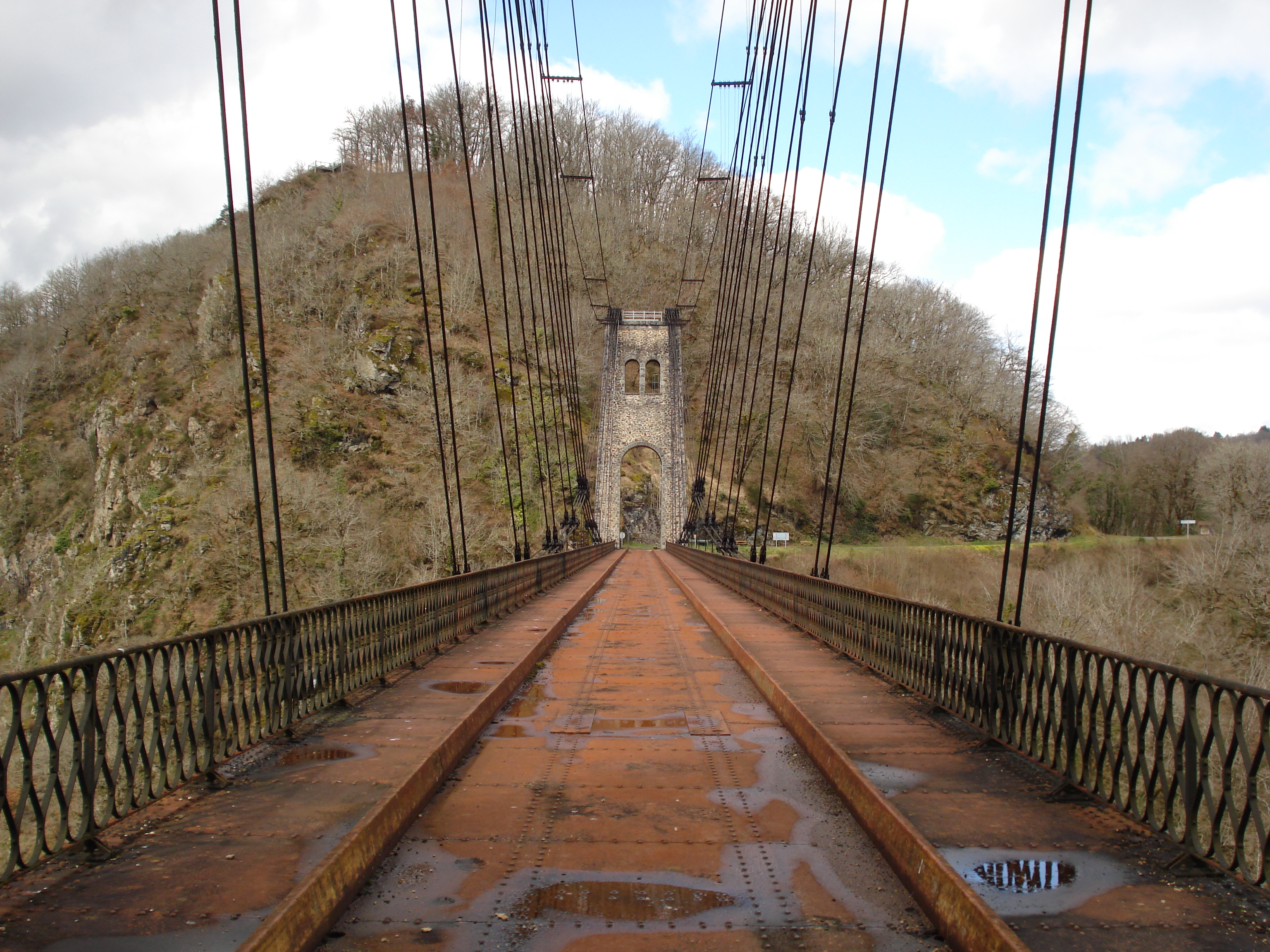
Dans un sens.
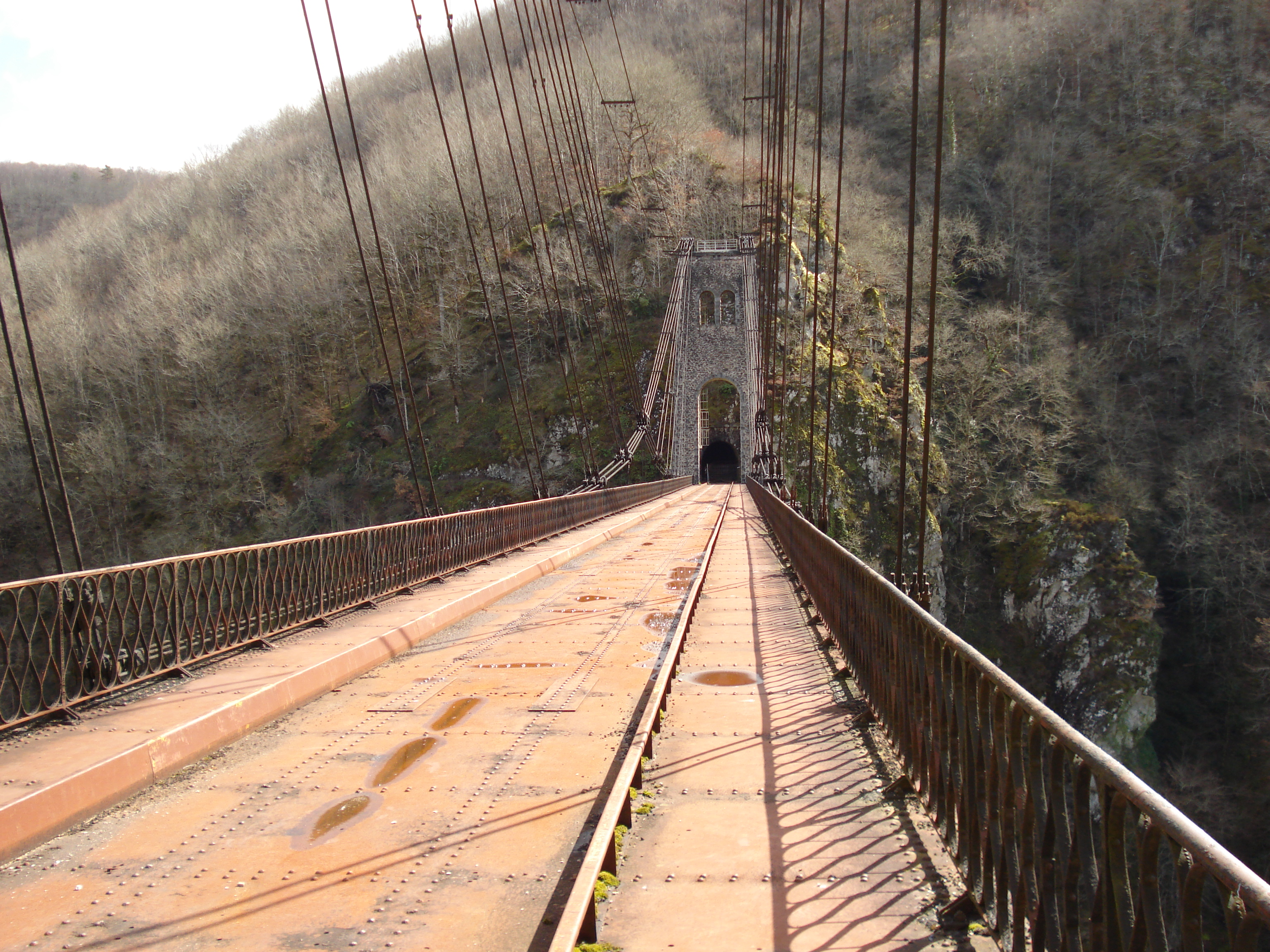
Et dans l'autre.
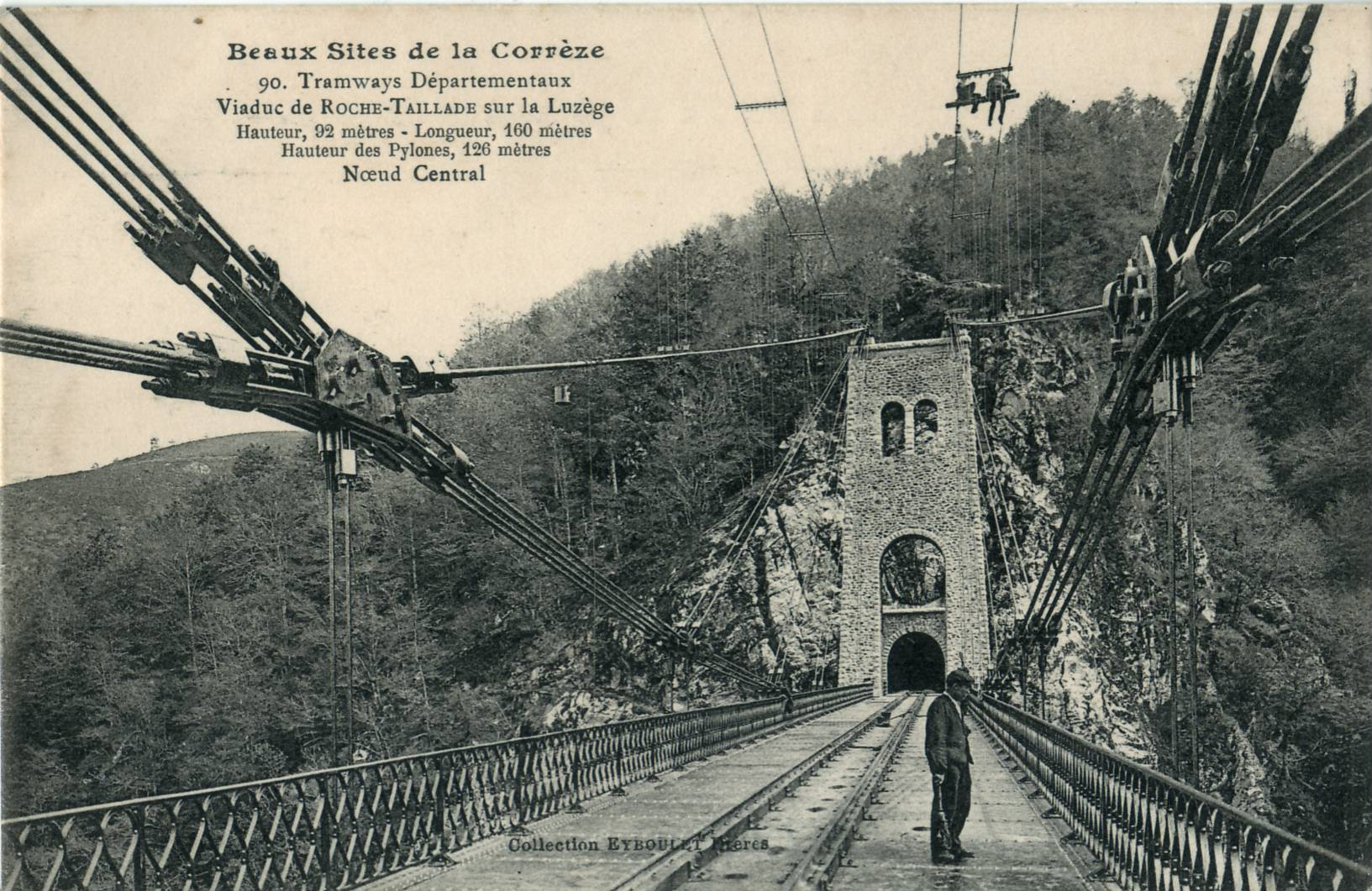
Le « nœud central » des suspensions du viaduc.
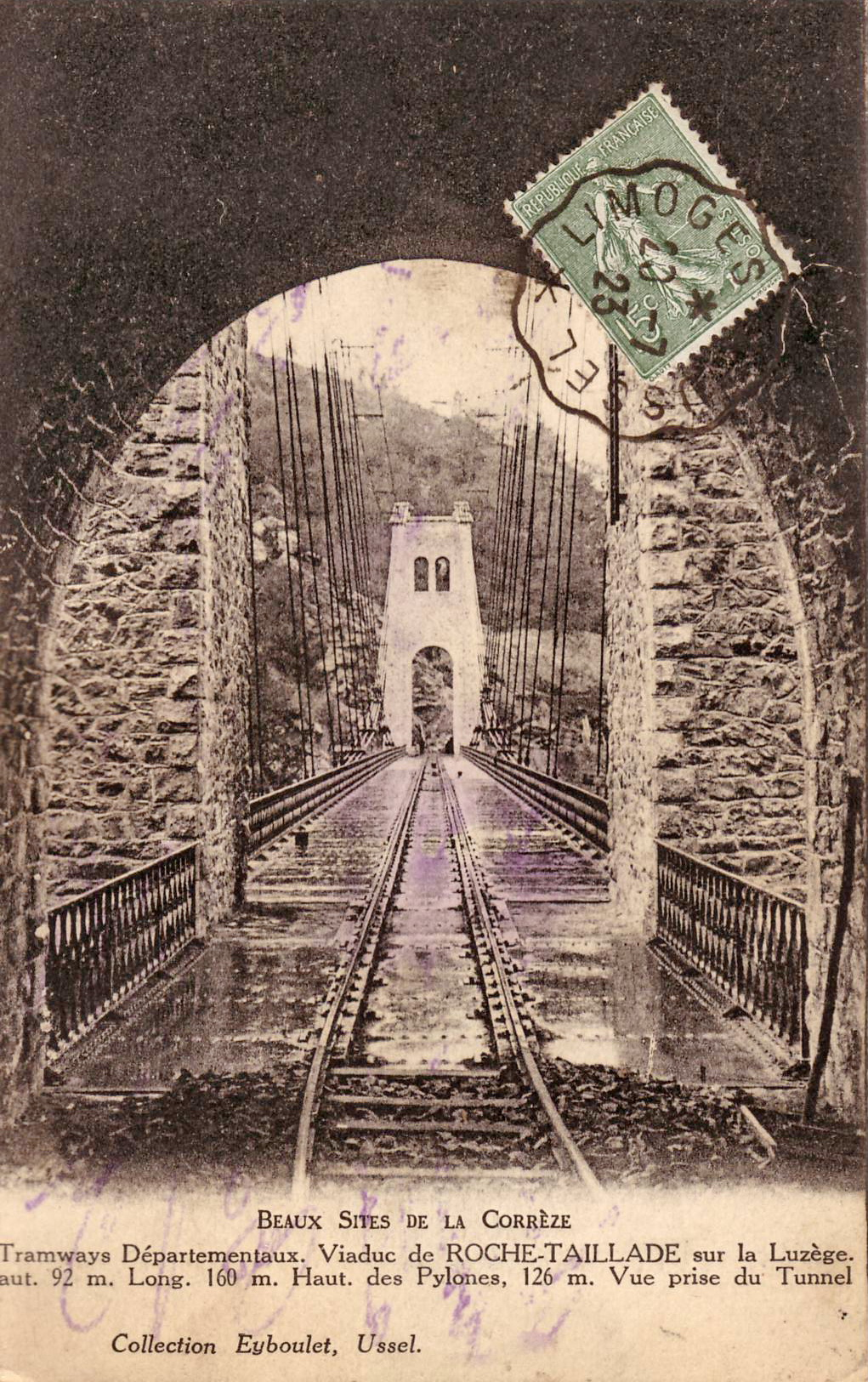
Carte postale ancienne du viaduc vu depuis le tunnel et portant alors la voie ferroviaire du Transcorrézien. Il y est nommé viaduc de Roche-Taillade.
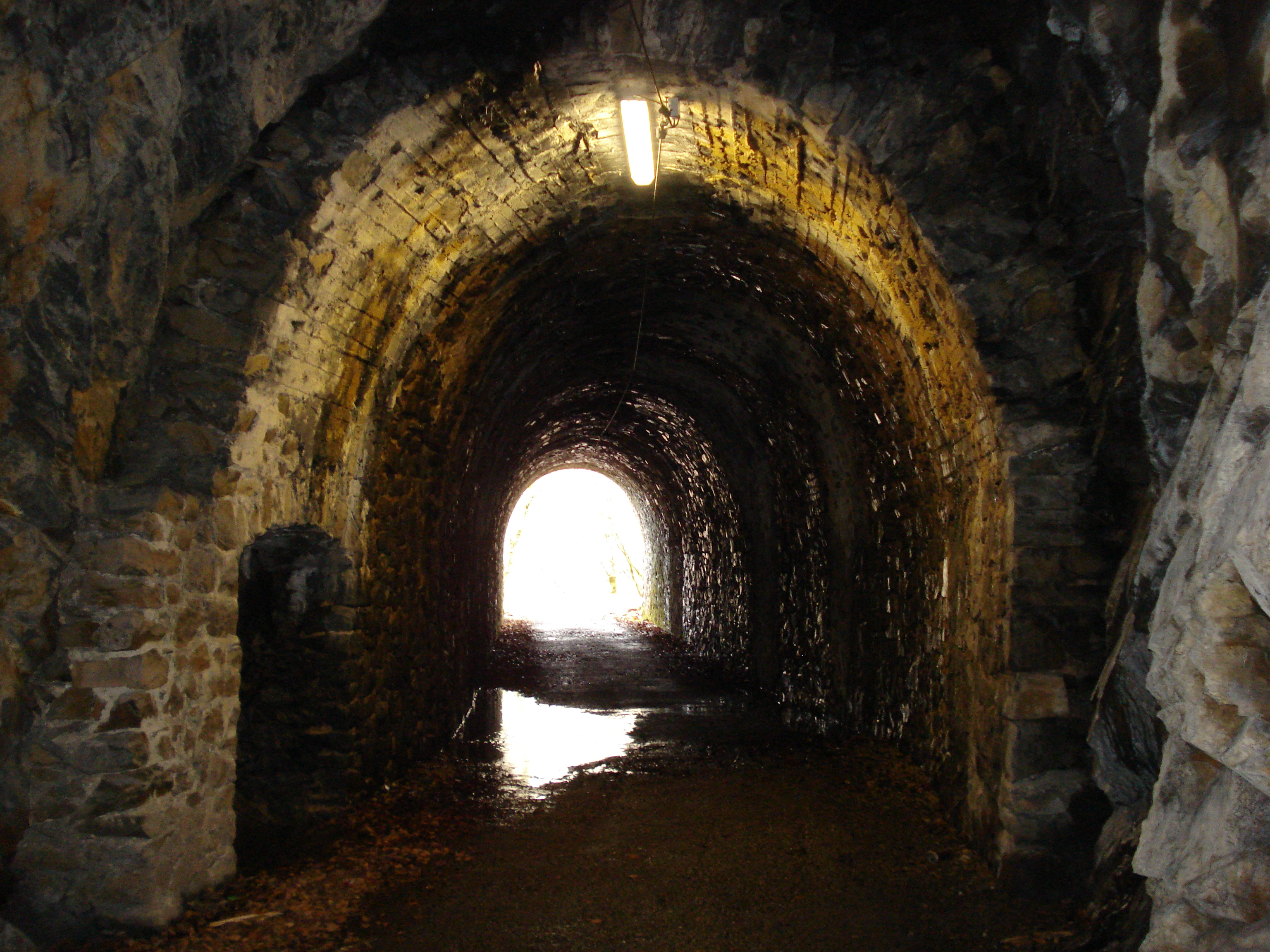
Le tunnel côté Soursac en 2011
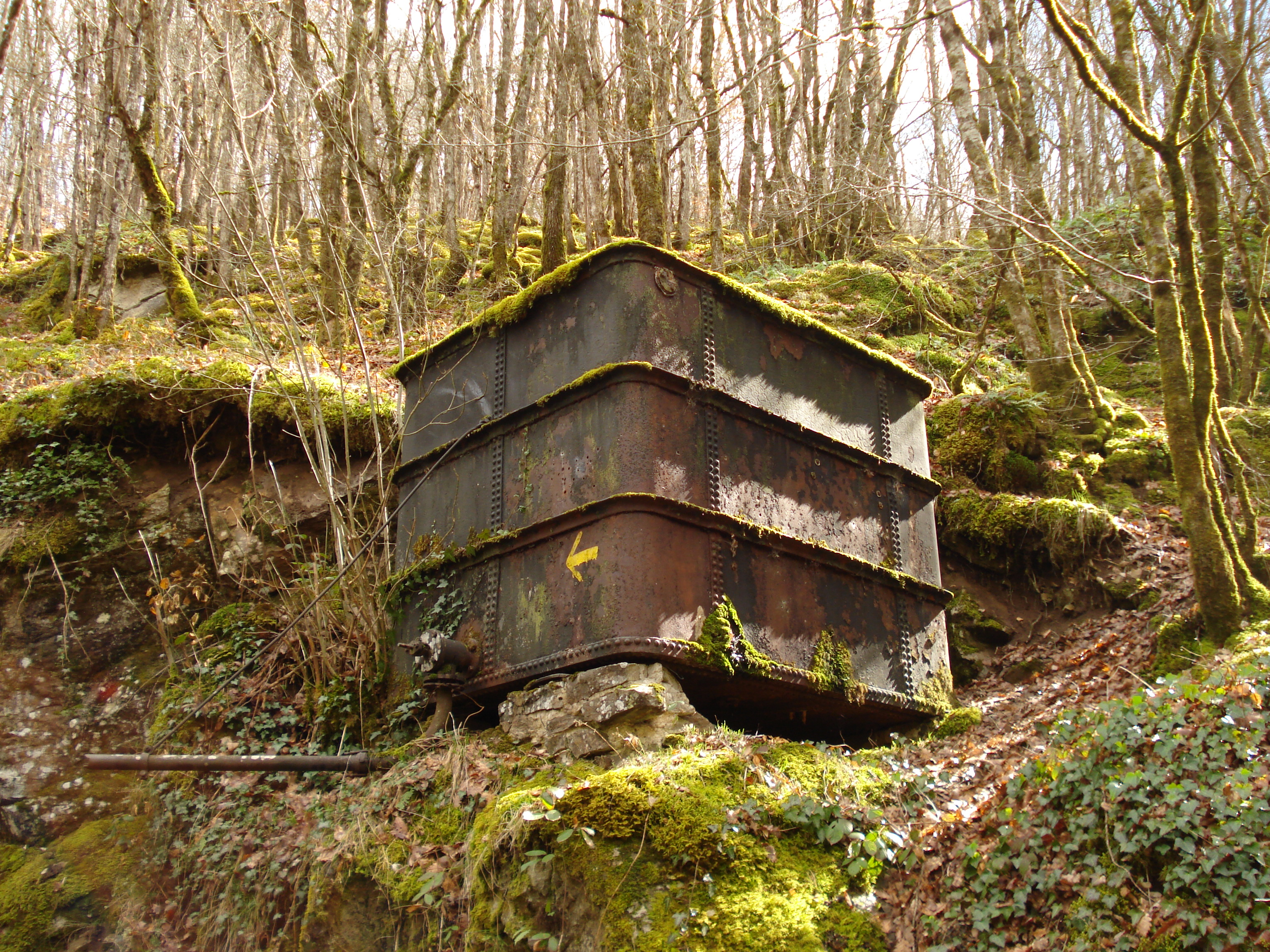
Ancienne réserve d'eau pour locomotives, coté Soursac.
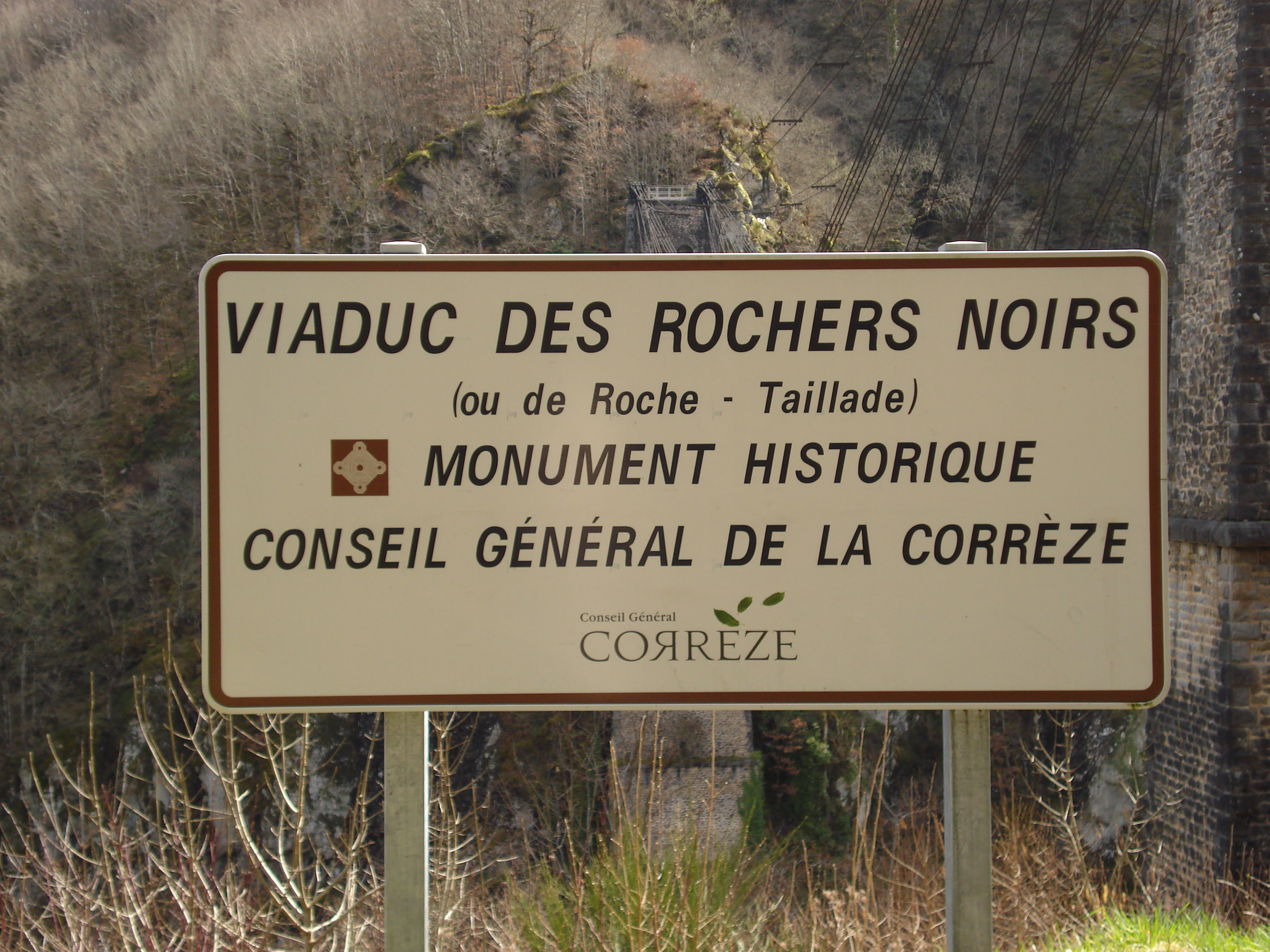
Le panneau déposé devant le viaduc côté Lapleau.
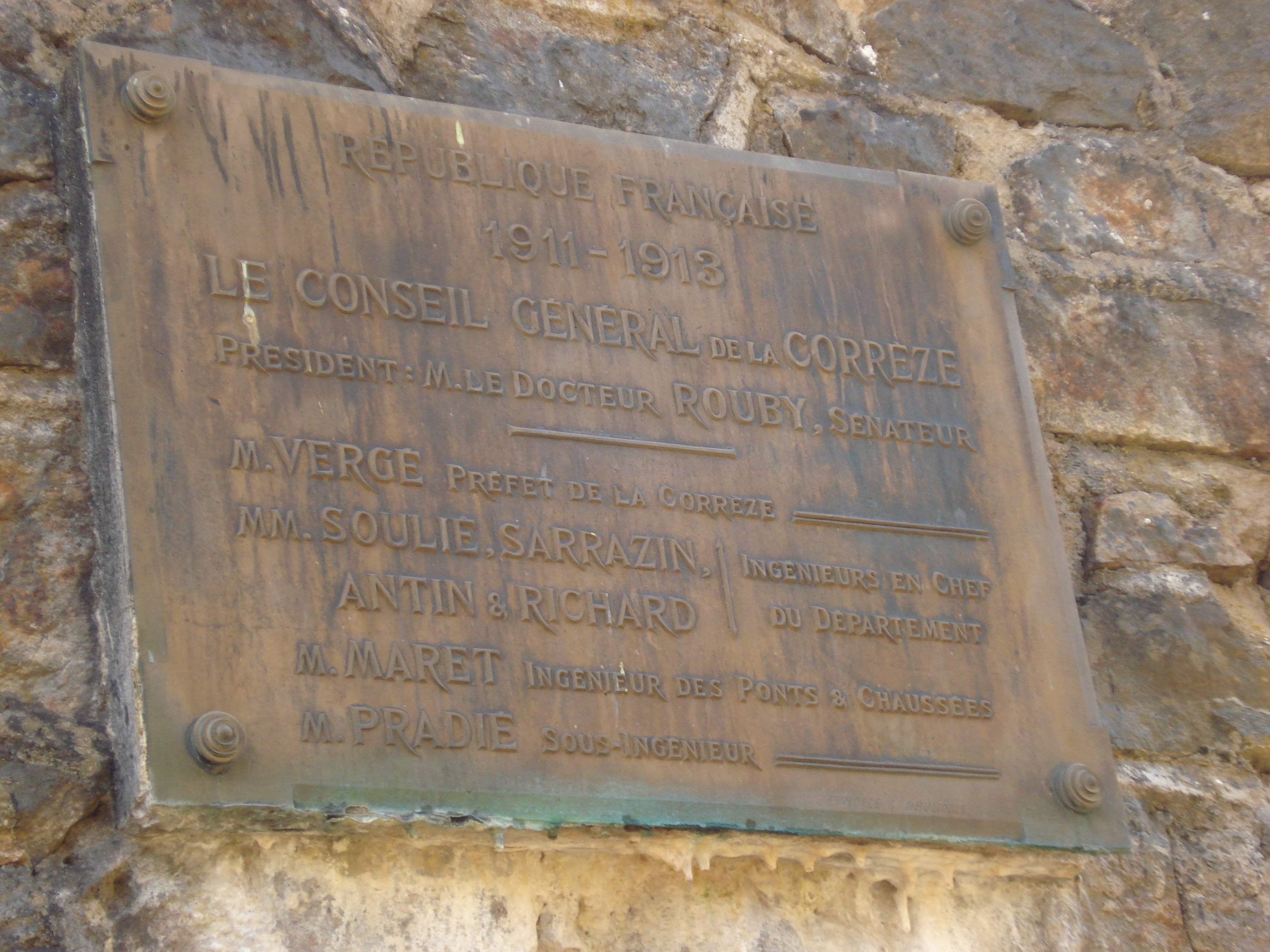
Plaque mentionnant les personnalités de Corrèze  présentes lors de l'inauguration.
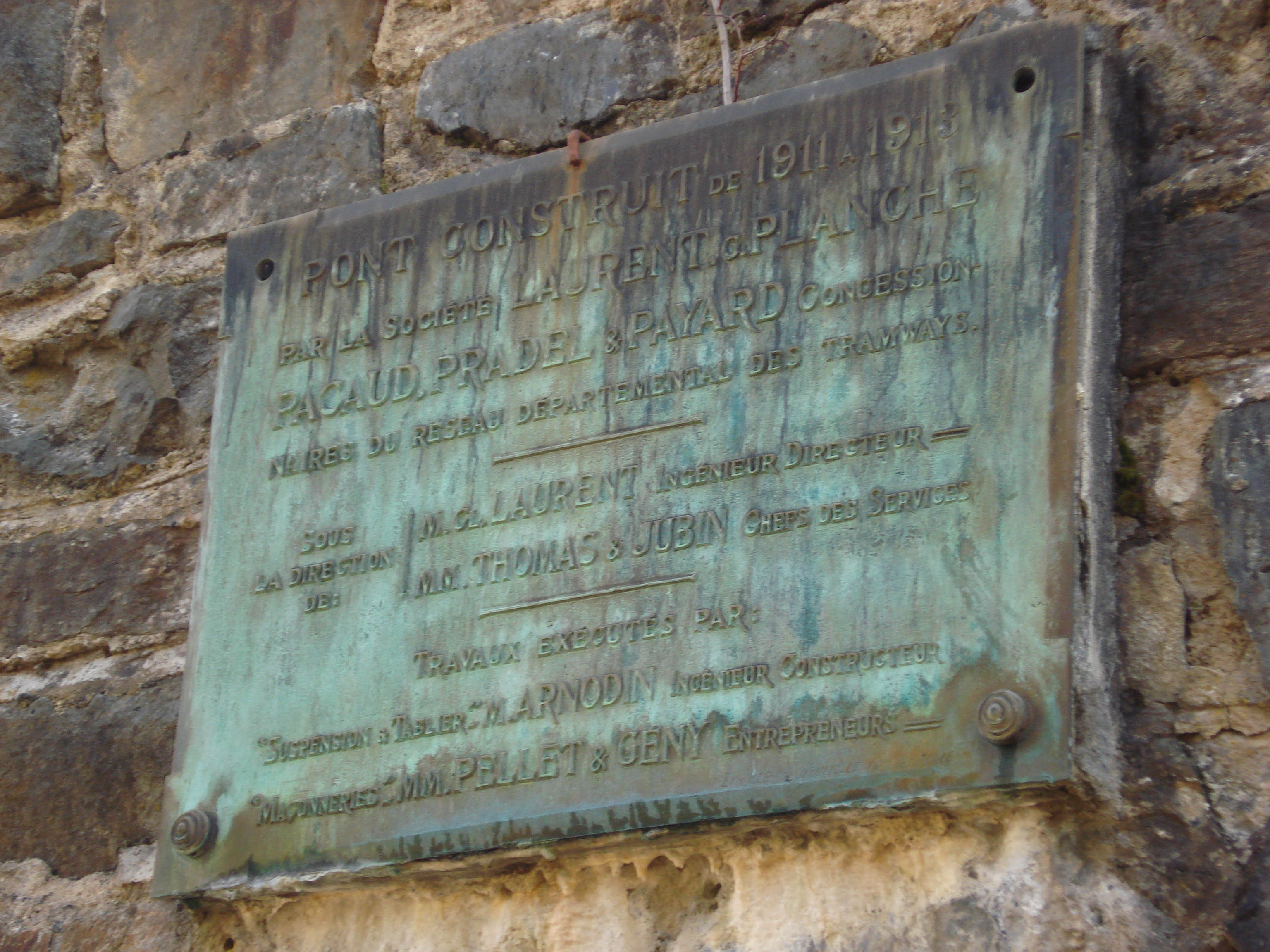
Plaque mentionnant les ingénieurs qui ont travaillé à la construction du viaduc.

## Liens